# COGEN Czech
COGEN Czech sdružuje podnikatele, jejichž činnost souvisí s výrobou a
provozem kogeneračních technologií, jejich projektováním a prodejem a
poradenskou činností v oblasti kombinované výroby elektřiny a tepla. Cílem
sdružení je zlepšování legislativních a ekonomických podmínek pro rozvoj
kombinované výroby elektřiny a tepla, zastupování a prosazování zájmů
výrobců a uživatelů kogeneračních technologií a šíření informací o výhodách
kogenerace.
Kogenerací se označuje společná (kombinovaná) výroba elektřiny a tepla.
Teplo vznikající během výroby elektřiny je efektivně využíváno a na rozdíl
od takzvané oddělené výroby elektřiny nepřichází vniveč. Cogen Europe je evropské sdružení pro podporu  kogenerace. Sídlo má v Belgii, ale pomocí poboček pokrývá celou  Evropskou unii.